# ヨコイ (製造業)
株式会社ヨコイは、名古屋市天白区島田一丁目に本社をおくマスク等を製造販売する企業。マスクの生産に関しては、不織布の裁断からすべて日本国内で行っている。

## 沿革
- 1957年（昭和32年）4月 - 横井道夫商店として創業する[2]。
- 1960年（昭和35年）6月 - 業界初の婦人用ヘアーキャップを開発し、販売[2]。
- 1963年（昭和38年）
  - 6月 - 名古屋市南区天白町に南工場設置[2]。
  - 10月 - 東京都台東区に東京連絡所を設置する[2]。
- 1965年（昭和40年）
  - 4月 - 株式会社ヨコイとなる[2]。
  - 5月 - 東京連絡所を東京営業所と変更する[2]。
  - 10月 - 本社を現在地に移す[2]。
- 1988年（昭和63年）4月 - 中華人民共和国武漢市に縫製工場を設置[2]。
- 2006年（平成18年）12月 - 介護用品の販売を開始する[2]。
- 2017年（平成29年）4月 - 本社工場において、不織布マスク「エアクリーンマスク」の製造を開始する[2]。
- 2018年（平成30年）4月 - 東京営業所を国分寺市に移転する[2]。
- 2019年（令和元年）12月 - 高級マスクの販売を開始[4]。ただし、直後に新型肺炎によるマスク需要急増により、生産を一時停止[4]。